# Carlos Xistra
Carlos Xistra, de son nom complet Carlos Miguel Taborda Xistra, est un arbitre portugais de football né le 2 janvier 1974  à Covilhã au (Portugal).
Il est arbitre depuis 1992. Il est promu dans le championnat portugais comme arbitre portugais de 1re catégorie lors de la saison 2000-2001.
Il fait partie de l'AF Castelo Branco.

## Statistiques
Mise à jour à la fin de la saison 2008-2009
- 106 matches de 1re division portugaise.
- 83 matches de 2e division portugaise.